# Disincarnate
Disincarnate war eine US-amerikanische Death-Metal-Band aus Tampa, Florida, die im Jahr 1992 gegründet wurde und sich 1993 auflöste.

## Geschichte
Die Band wurde im Jahr 1992 vom Gitarristen James Murphy gegründet. Als weitere Mitglieder kamen Sänger Bryan Cegon, Bassist Tobias Pik, Schlagzeuger Tomas „Tommy“ Viator hinzu. Noch im selben Jahr nahm die Gruppe ein erstes Demo auf, worauf Mark Simpson (Malevolent Creation) als Schlagzeuger zu hören war. Im Jahr 1993 folgte über Roadrunner Records das Album Dreams of the Carrion Kind, worauf Aaron Stainthrope (My Dying Bride), John Walker (Cancer) und Pete Coleman als Gastmusiker zu hören waren. Die Band bestand hierbei neben Murphy als Bassist und Gitarrist aus Sänger Cegon, dem Gitarristen Carman und dem Schlagzeuger Viator. Zudem ging die Band 1993 auf eine US-Tournee zusammen mit Bolt Thrower und Benediction. Die Band löste sich im selben Jahr wieder auf. Im Jahr 1999 begann Murphy mit den Arbeiten an einem zweiten Album, wobei unter anderem auch Tomas Lindberg als Sänger zu hören sein sollte, während Paul Di’Anno den Bassist und Nick Barker (Dimmu Borgir) das Schlagzeug spielen sollte. Da Murphy jedoch an einen Hirntumor erkrankte, mussten die Arbeiten unterbrochen werden, sodass das Album noch nicht veröffentlicht wurde.

## Stil
Die Band spielt klassischen Death Metal, wobei die Gruppe Bands wie Celtic Frost, Black Sabbath, Possessed, Laibach und Dead Can Dance, sowie Scientology-Gründer L. Ron Hubbard als ihre Einflüsse angibt.
Textlich ließ sich Murphy, der ca. 80 % der Lieder schrieb, durch die Sandman-Comics von Dave McKean und die Werke von H. P. Lovecraft inspirieren. Die Band spielte auf ihrem Album technisch anspruchsvollen Death Metal und wird mit Bolt Thrower und den frühen Death verglichen.

## Diskografie
- Soul Erosion (Demo, 1992, Eigenveröffentlichung)
- Dreams of the Carrion Kind (Album, 1993, Roadrunner Records)